# Ricerche logiche
Le Ricerche logiche (in tedesco Logische Untersuchungen) sono un'opera filosofica di Edmund Husserl, pubblicata in due volumi nel 1900 e nel 1901.

## Contenuto
Le Ricerche logiche registrano uno spostamento negli interessi di Husserl dalla matematica alla logica e all'epistemologia. Rispetto alle sue precedenti concezioni, compendiate in particolare nella Filosofia dell'aritmetica del 1891, Husserl mantiene l'idea secondo cui le leggi matematiche non sono leggi empiriche che descrivono il funzionamento della mente, ma leggi ideali la cui necessità è intuita a priori. Benché Husserl abbandoni le sue precedenti posizioni psicologiste, la dottrina secondo cui gli enti logici quali proposizioni, universali e numeri sono riducibili a stati o attività mentali è stata letta da alcuni interpreti come una ripresa dello psicologismo.
Le Ricerche logiche hanno ricoperto un ruolo fondamentale nella fondazione della fenomenologia, corrente di pensiero alla base della filosofia continentale del Novecento. Tra i filosofi maggiormente influenzati da questo lavoro si può menzionare Martin Heidegger.

## Struttura dell'opera
Le Ricerche logiche si articolano in due volumi. Il primo si intitola Prolegomeni a una logica pura, mentre il secondo, denominato Ricerche sulla fenomenologia e sulla teoria della conoscenza, include le sei ricerche logiche vere e proprie:
1. Espressione e significato.
2. L'unità ideale della specie e le teorie moderne dell'astrazione.
3. Sulla teoria degli interi e delle parti.
4. La differenza tra significati indipendenti e non-indipendenti e l'idea di una grammatica pura.
5. Sui vissuti intenzionali e i loro «contenuti».
6. Elementi di una chiarificazione fenomenologica della conoscenza.